# Papà, non so volare!
Papà, non so volare (Up, Up, and Away) è un film per la televisione del 2000.

## Trama
Il film racconta la storia di Scott Marshall, figlio di due grandi supereroi, Bronze Eagle e Warrior Woman. Tutti i membri della sua famiglia sono dotati di superpoteri. Suo padre, Bronze Eagle, ha i poteri del volo, la forza sovrumana e l'invulnerabilità. Sua madre, Warrior Woman, ha il potere di una forza sovrumana e abilità di combattimento corpo a corpo superiori. Suo fratello, Silver Charge, è dotato di velocità sovrumana, manipolazione elettrica e magnetica. La sua sorellina, Molly, che mostra costantemente i suoi poteri, con grande fastidio della sua famiglia, ha la vista a raggi X, oltre alla visione del calore. Suo nonno, Edward è conosciuto come "Steel Condor", e ha l'abilità di una forza sovrumana, invulnerabilità e volo (sebbene voli più lentamente delle macchine), e ha una faida in corso con Superman - la sua lamentela principale è l'alias di Superman Man of Steel , che rende effettivamente Edward l'Uccello d'Acciaio.
Si dice che sua nonna, Doris, abbia la capacità di cambiare forma. Scott vuole disperatamente poteri propri.
Nel frattempo, un gruppo di attivisti noto come "Earth Protectors" ha distribuito CD sull'ambiente ai compagni di classe di Scott. Ma mentre la creatrice del programma, Nina, vuole utilizzare i CD per aiutare a educare le persone sull'ambiente, il suo partner, Malcolm, vede il programma come un mezzo per fare il lavaggio del cervello al mondo intero affinché gli dia quello che vuole.
All'inizio cerca di fare il lavaggio del cervello al personale di una banca per fargli dare tutti i soldi, quando uno degli scagnozzi di Malcolm starnutisce, il personale lo fa scattare. Quindi fa la cosa migliore, usando il programma per fare in modo che i bambini rubino i soldi dei loro genitori e glieli diano, pensando che siano solo i compiti di quella sera. Fortunatamente, la sorella di Scott usa la sua visione a raggi X per scoprire i soldi nel suo zaino. Cerca di dire ai suoi genitori che non sapeva di aver rubato i soldi, ma sono ancora sospettosi.
Malcolm continua a utilizzare il programma per guadagno personale, dando ai bambini la voglia di cioccolato, facendoli indossare tutti di blu, ecc. Un giorno, dopo che Scott è quasi in ritardo per la scuola perché è stato ipnotizzato dal software, Jim si insospettisce su decide di portare Adam con sé in banca in modo che possa usare i suoi poteri elettrici per far sì che il sistema informatico riattivi il programma Earth Protectors.
Sfortunatamente, si eccita al pensiero di poter finalmente aiutare i suoi genitori a salvare il giorno in cui sovraccarica l'alimentazione del computer, friggendo il sistema, distruggendo qualsiasi informazione che avrebbero potuto recuperare. Nel frattempo, Scott finge di avere una forza sovrumana e la capacità di volare, per non deludere i suoi genitori, che sarebbero scontenti nell'apprendere che il loro figlio è normale. Ma lascia che il successo gli dia alla testa, perché una volta che il programma Earth Protectors è completamente sviluppato in modo che funzioni altrettanto bene sui genitori quanto sui loro figli, Malcolm fa saltare in aria il loro magazzino, con Nina dentro.
Scott cerca di salvarla, ma entrambi finiscono quasi per essere uccisi, ma vengono salvati da suo padre, a cui è stato detto da suo nonno, che ha scoperto lo stratagemma di Scott, che non è superpotente. Sono al sicuro, ma Scott lascia cadere la maschera. Malcolm in seguito lo trova e lo abbina a Scott. Malcolm quindi invia una versione super forte del programma a Scott durante la scuola e gli fa raccontare tutto sulla sua famiglia.
Malcolm quindi invia una versione speciale del programma all'insegnante di Scott e le dice che deve dare quel disco a Scott. Le dice anche che tutti i genitori dei bambini devono guardare la lezione di quella sera, con loro. Scott quasi porta a casa il disco speciale, ma incontra accidentalmente una ragazza della sua classe, Amy, che segretamente gli piace.
Finiscono per confondere i dischi, e invece la madre di Amy rapina inconsciamente una banca e va al nuovo magazzino di Earth Protectors. Dopo averla legata, la usano come esca per attirare i genitori e il fratello di Scott al magazzino. Una volta lì, li catturano con un foglio di alluminio, l'unica debolezza di un supereroe. Scott, insieme ad Amy e al suo migliore amico, Randy, si dirigono al magazzino per salvare la sua famiglia dal lavaggio del cervello da parte di Malcolm e trasformarla in supercriminali che obbediranno a tutto ciò che dice.
Quando arrivano, vengono aiutati da Nina, che è diventata disgustata dalle buffonate di Malcolm. Nina cerca di sostituire il disco difettoso con uno dei dischi buoni, ma viene fermata da uno degli scagnozzi di Malcolm. Scott ha letteralmente meno di un secondo per impedire alla macchina di riprogrammare definitivamente la sua famiglia. Usa un pallone da calcio per distruggere il computer principale, fermandolo con solo pochi millisecondi di anticipo.
La sua famiglia quindi sconfigge e cattura facilmente i cattivi, e Silver Charge usa i suoi poteri per (letteralmente) bruciare i loro ricordi delle identità degli eroi, bruciando alcune delle loro cellule cerebrali. Anche Amy ammette che le piace Scott e gli chiede di ballare, ma Adam le cancella i ricordi di tutto quello che è successo. Scott riesce a convincere la sua famiglia a lasciare che Randy conservi i suoi ricordi (poiché avere un amico con cui parlare della sua famiglia aiuterebbe ad alleviare lo stress) e tutto torna alla normalità per la famiglia.
Amy sembra non ricordare che le piaceva Scott, e tornano a odiarsi in qualche modo, anche se quando è il momento di scegliere un capitano per la squadra di calcio sceglie Scott invece di se stessa, sorprendendolo. Lui la sceglie e finiscono per essere co-capitani, con Randy che chiede a Scott dei superpoteri. Randy rimane impressionato dal fatto che Green Hornet sia stato uno degli ospiti di Scott alla sua festa di compleanno.

## Cast
- Michael J. Pagan - Scott Marshall
- Robert Townsend - Jim Marshall / Bronze Eagle
- Alex Datcher - Judy Marshall / Warrior Woman
- Sherman Hemsley - Edward Marshall / Steel Condor
- Kasan Butcher - Adam Marshall / Silver Charge
- Arreale Davis - Molly Marshall
- Kevin Connolly - Malcolm
- Olivia Burnette - Nina
- Ty Olsson - Barker
- Chris Marquette - Randy
- Jamie Renée Smith - Amy
- Scott Owen - Reach
- Joan Pringle - Doris Marshall
- Nancy Sorel - Mrs. Rosen
- Benita Ha - Ms. Parker